# Skål (TV-serie)
Skål (originaltitel Cheers) är en amerikansk komediserie som sändes i TV-kanalen NBC under elva säsonger mellan den 30 september 1982 och den 20 maj 1993. Serien har sedan starten blivit en populär syndikerad serie både i hemlandet USA och i andra länder. Sammanlagt producerades 270 avsnitt. Seriens vinjettsång heter "Where Everybody Knows Your Name". Alla avsnitt spelades in inför en riktig publik.
Skål sändes i Sverige för första gången i TV2 den 12 juni 1984. Serien har gått i repris 2016 och 2017 i TV12 och TV4 Komedi samt 2020 i TV4 Guld.
Skål ledde till spinoffserierna The Tortellis som handlar om servitrisen Carla Tortelli, och Frasier som handlar om bargästen och psykologen Frasier Crane efter det att han hade återvänt till sin hemstad Seattle.

## Skådespelare
Skål utspelar sig i en bar i Boston med en grupp färgstarka rollfigurer:
| Ted Danson         | – Sam Malone                                                    |
| Shelley Long       | – Diane Chambers (1982-1987)                                    |
| Kirstie Alley      | – Rebecca Howe (1987-1993)                                      |
| Nicholas Colasanto | – Ernie "Coach" Pantusso (1982-1985)                            |
| Rhea Perlman       | – Carla Maria Victoria Teresa Apollonia Lozupone Tortelli LeBec |
| George Wendt       | – Hilary Norman "Norm" Peterson                                 |
| John Ratzenberger  | – Clifford C. "Cliff" Clavin jr.                                |
| Kelsey Grammer     | – Dr. Frasier Winslow Crane (1984-1993)                         |
| Woody Harrelson    | – Woodrow Huckleberry Tiberius "Woody" Boyd (1985-1993)         |
| Bebe Neuwirth      | – Lilith Sternin Crane (1986-1993)                              |